# Лавр благородный
Лавр благоро́дный (лат. Láurus nóbilis) — субтропическое дерево или кустарник, вид рода Лавр (Laurus) семейства Лавровые (Lauraceae).
Его листья используют как пряность (лавровый лист). От названия этого растения произошли имена Лавр, Лаврентий, Лаура, Лоренц, слово «лауреат», выражения «лавровый венок (венец)», «почивать на лаврах», «пожинать лавры».
Лавр считали священным деревом, его венками украшали головы победителей в Древней Греции.
Родиной лавра благородного считается Средиземноморье, откуда его завезли на Британские острова, в Крым, на Кавказ и в другие места. Вместе с земляничным деревом и  прочими растениями образует реликтовые средиземноморские лавровые леса. На территории России произрастает в юго-западных районах Краснодарского края, а также на южном берегу Крыма. Широко культивируется в субтропиках обоих полушарий.

## Ботаническое описание

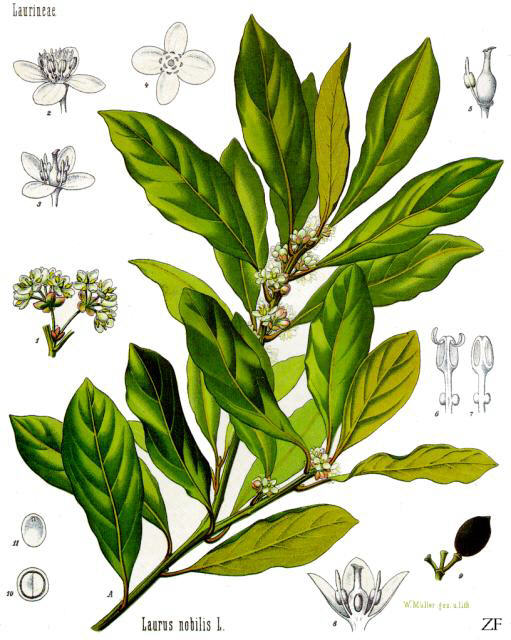
Лавр благородный.

Лавр благородный представляет собой вечнозелёное дерево или высокий кустарник, достигающий 10—15 м в высоту, с бурой гладкой корой и голыми побегами. Крона густолиственная, преимущественно пирамидальной формы.
Продолжительность его жизни от 100 до 400 лет.
Листья очередные, короткочерешковые цельнокрайные, голые, простые, длиной 6—20 см и шириной 2—4 см, со своеобразным пряным запахом; пластинка листа продолговатая, ланцетная или эллиптическая, к основанию суженная, сверху тёмно-зелёная, с нижней стороны более светлая.
Соцветия зонтиковидные, многочисленные, собраны преимущественно на концах ветвей по 1—3 в пазухах листьев. Зонтики до цветения заключены в шаровидные обертки, состоящие из четырёх эллиптических чешуй. Цветки — мелкие, желтоватые, однополые; тычиночные собраны по 6—12 в соцветии, пестичные (ещё более мелкие) — по 2—3. Растение дву-, очень редко однодомное. Опыляется медоносной пчелой и шмелями, а также мухами и осами.
Формула цветка: {\displaystyle \mathrm {\ast P_{4}\;A_{8-12}\;G_{0}} } и {\displaystyle \mathrm {\ast P_{4}\;A_{0}\;G_{({\underline {3}})}} }, или
 {\displaystyle \mathrm {\ast \;P^{Co}\;_{(2+2)}\;A_{4+4+4^{st}}\;G_{\underline {1}}} }.
Плоды — тёмно-синие костянки эллиптической или яйцевидной формы, длиной около 1,5—2 см, с крупной косточкой, созревают в октябре-ноябре.

## Биология
Засухоустойчивое растение. С первого года наращивает глубокую корневую систему, не переносит избытка влаги и близкого уровня грунтовых вод. Растёт на самых разнообразных почвах, лучше на плодородных известково-суглинистых, хорошо проницаемых для воды. При посадке лавра следует избегать слишком сухих почв, крутых южных склонов, засоленных почв. Хорошо растёт как на солнце, где дает более обильный урожай листа, так и в полутени. В условиях Южного берега Крыма и Апшерона (Азербайджан) рос хорошо, давал самосев, во многих местах дичал. Здесь имелись деревья до 15 м высоты и 35 см в диаметре. В то же время лавр успешно произрастал в районах с осадками свыше 1500 мм в год. На Черноморском побережье Кавказа встречались деревья до 18 м высоты при диаметре 40 см и более.

## Химический состав
Все части растения содержат эфирное (лавровое) масло, дубильные вещества, смолы, горечи, которые придают им типичный ароматный запах и приятно-горький вкус. Содержание эфирного масла в листьях достигает 3—5,5 %, в плодах — до 1 %. Кроме того, в плодах обнаружено 25—45 % жирного масла, крахмал, фитостерин, углеводород лауран, слизи, сахара.
В состав эфирного масла лавра благородного входят пинен, цинеол, мирцен, лимонен, камфора, линалоол, различные органические кислоты и другие компоненты. Жирное масло состоит из глицеридов лауриновой и пальмитиновой кислот. Из коры и древесины лавра, культивируемого в Японии, выделены алкалоиды актинодарфнин и лаунобин.

## Значение и применение
Ещё в древности листья и плоды лавра использовали как пряность и с лечебной целью. Листья и веточки лавра были символом победы, славы, величия.
Широко применяется как декоративное растение.

### Применение в кулинарии
В настоящее время лавр имеет большое хозяйственное значение как пряное растение. Лавровые листья — общеизвестная пряность и приправа к пище и консервам. Эфирное масло лавра применяется как пряность в кондитерском и ликёрном производствах, а также в качестве источника для получения камфоры и цинеола. Лавровый лист вызывает аппетит и содействует пищеварению, он используется практически во всей шкале кислых и солёных блюд, в консервировании овощей, для приготовления различных видов жареного мяса, супов, блюд из крабов, раков, сельди. Особенно хорошо он гармонирует с солёными огурцами, свеклой, фасолью и капустой. Лавровый лист придаёт приятный вкус холодцу, гуляшу, соусам.

### Применение в медицине
Жирное масло (лат. Oleum Lauri) получают прессованием семян лавра благородного.
Ещё Гиппократ рекомендовал употреблять лавровое масло против тетануса, а листья — для успокоения болей при родовых потугах. Гален же применял лавр при мочекаменной болезни. Персидский врач ар-Рази использовал листья как специфическое средство при нервном тике лица. В средневековье плоды лавра применяли при кашле и как хорошее ранозаживляющее средство для волосяной части головы. Листья использовали в народной медицине при лечении лихорадки. Масляное извлечение, полученное путём настаивания листьев лавра на льняном или подсолнечном масле, применяли наружно в качестве растирания при параличах. Эфирное масло лавра является хорошим дезинфицирующим и инсектицидным средством. В прошлом его использовали для предупреждения распространения холеры, дизентерии и малярии, а дым от сжигания древесины и масла лавра — для отпугивания комаров, москитов, муравьёв.
Экспериментально доказано, что жирное масло плодов лавра может быть использовано в медицинской практике в качестве основы для изготовления свечей и шариков вместо масла какао. Измельчённые плоды и жирное масло лавра благородного входят в состав некоторых мазей, например, «бобковой» мази, которую применяют против чесоточного клеща, при ревматических болях, спазмах, невралгии.

### Прочее
| Влажность (%) | Объёмный вес (г/см³) | Коэффициент усушки (%) | Коэффициент усушки (%) | Сопротивление (кг/см²) | Сопротивление (кг/см²) | Модуль упругости (тыс.(кг/см²) | Твёрдость по Янко(кг/см²) | Твёрдость по Янко(кг/см²) | Твёрдость по Янко(кг/см²) |
| Влажность (%) | Объёмный вес (г/см³) | радиальный             | тангентальный          | сжатие вдоль волокон   | статическому изгибу    | Модуль упругости (тыс.(кг/см²) | торцовая                  | радиальная                | тангентальная             |
| ------------- | -------------------- | ---------------------- | ---------------------- | ---------------------- | ---------------------- | ------------------------------ | ------------------------- | ------------------------- | ------------------------- |
| 15            | 0,62                 | 0,31                   | 0,77                   | —                      | 695                    | 75                             | 630                       | 565                       | 573                       |